# 濱田増治
濱田 増冶（はまだ ますじ、1892年10月15日 - 1938年11月27日）は、日本のグラフィックデザイナー、美術評論家（デザイン評論家）、商業美術家。
グラフィックデザインを理論化することに注力した、最初期のデザイナーの1人である。
なお、「商業美術」は、濱田が使い始めた用語である。

## 略歴
兵庫県揖保郡出身。東京美術学校（東京芸術大学）にて、彫刻を専攻するも中退。
その後、ライオン歯磨広告部を皮切りに、新聞社、出版社等に勤務する。
1926年に、多田北烏らと、商業美術協会を結成し、『商業美術』を刊行。
1928年に、『現代商業美術全集（全24巻）』（アルス）を、仲田定之助らとの編集により、刊行開始（2001年に、ゆまに書房より復刻されている）。
1929年には、商業美術研究所を開設。墓所は多磨霊園。

## 主要著書
- 商人常識商業美術読本（高陽書院、1934年）
- 商業美術構成原理（高陽書院、1935年）
- 商業美術教本. 上級用（冨山房、1936年）
- 商業美術教本. 入門用（冨山房、1936年）
- 商業美術講座. 第1-5巻（アトリエ社、1937年～1938年）
- 商業美術教本入門用解説（冨山房、1938年）

なお、次の本に、濱田の執筆論文「商業美術の力、構成及び動勢」が掲載されている。
- 新広告の理論と実際 : 福沢先生御生誕壱百年慶応広告学研究会創立十周年記念論文集（慶応義塾広告学研究会編、慶応義塾広告学研究会、1934年）